# 半閉元音
半閉元音（close-mid vowel、mid-close vowel、high-mid vowel、mid-high vowel、half-close vowel）是一種用於口語中的元音。半閉元音的特徵是舌头的位於閉元音至中元音三分之二的位置。

## 半閉元音分類
- 半閉前不圓唇元音 [e]
- 半閉前圓唇元音 [ø]
- 半閉央不圓唇元音 [ɘ]
- 半閉央圓唇元音 [ɵ]
- 半閉後不圓唇元音 [ɤ]
- 半閉後圓唇元音 [o]